# Les Mille Univers
 (avril 2025).
La mise en forme du texte ne suit pas les recommandations de Wikipédia : il faut le « wikifier ».
Les points d'amélioration suivants sont les cas les plus fréquents. Le détail des points à revoir est peut-être précisé sur la page de discussion.
- Les titres sont pré-formatés par le logiciel. Ils ne sont ni en capitales, ni en gras.
- Le texte ne doit pas être écrit en capitales (les noms de famille non plus), ni en gras, ni en italique, ni en « petit »…
- Le gras n'est utilisé que pour surligner le titre de l'article dans l'introduction, une seule fois.
- L'italique est rarement utilisé : mots en langue étrangère, titres d'œuvres, noms de bateaux, etc.
- Les citations ne sont pas en italique mais en corps de texte normal. Elles sont entourées par des guillemets français : « et ».
- Les listes à puces sont à éviter, des paragraphes rédigés étant largement préférés. Les tableaux sont à réserver à la présentation de données structurées (résultats, etc.).
- Les appels de note de bas de page (petits chiffres en exposant, introduits par l'outil «  Source ») sont à placer entre la fin de phrase et le point final[comme ça].
- Les liens internes (vers d'autres articles de Wikipédia) sont à choisir avec parcimonie. Créez des liens vers des articles approfondissant le sujet. Les termes génériques sans rapport avec le sujet sont à éviter, ainsi que les répétitions de liens vers un même terme.
- Les liens externes sont à placer uniquement dans une section « Liens externes », à la fin de l'article. Ces liens sont à choisir avec parcimonie suivant les règles définies. Si un lien sert de source à l'article, son insertion dans le texte est à faire par les notes de bas de page.
- La présentation des références doit suivre les conventions bibliographiques. Il est recommandé d'utiliser les modèles {{Ouvrage}}, {{Chapitre}}, {{Article}}, {{Lien web}} et/ou {{Bibliographie}}. Le mode d'édition visuel peut mettre en forme automatiquement les références.
- Insérer une infobox (cadre d'informations à droite) n'est pas obligatoire pour parachever la mise en page.

Pour une aide détaillée, merci de consulter Aide:Wikification.
Si vous pensez que ces points ont été résolus, vous pouvez retirer ce bandeau et améliorer la mise en forme d'un autre article.
 (avril 2016).
Si vous disposez d'ouvrages ou d'articles de référence ou si vous connaissez des sites web de qualité traitant du thème abordé ici, merci de compléter l'article en donnant les références utiles à sa vérifiabilité et en les liant à la section « Notes et références ».
 (avril 2016).
Association Les Mille Univers est une maison d'édition fondée en 1994 travaillant à Bourges, au sein d'un atelier typographie dit traditionnel, naviguant entre plomb, ordinateur, et toile.
Ils organisent des manifestations avec des auteurs afin de permettre rencontres et partage avec le public.
Les mille univers ont publié en tout une centaine d'ouvrages.

## Présentation
Les Mille univers proposent des ateliers pédagogiques de la conception à la réalisation du livre, pour enfants et adultes. Pour partager leur expérience, ils accompagnent la conception et la réalisation de livres pour tous.
Les activités avec les auteurs, les travaux de typographie ou encore de gravure, nourrissent des projets de livres avec des groupes de jeunes ou d'adultes. Les mille univers organisent donc, ou contribuent à l'organisation d'ateliers pédagogiques pour les enfants et les jeunes du CP jusqu'aux étudiants.
C'est une maison d'édition dont les diverses collections se situent dans la littérature, la poésie, le dessin et les chemins de traverse :
- Popo : Poésie de poche
- Popopopov : Poésie pour poches potentiellement vastes
- Pepu : Petite encyclopédie portative universelle
- Pains perdus : Collection d'ouvrages atypiques
- Les belles histoires du Père Casserole : livres jeunesses
- Livres d'ateliers

Un atelier typographique :
Lieu de travail, de recherche et de partage, constitué de presses anciennes, de caractères en bois et en plomb, de composteurs, de casses, de typomètres et autres marbres et massicots.
Des résidences d'auteurs :
À mi-chemin entre un travail d'éditeur et celui d'acteur culturel. Chaque auteur est accueilli à Bourges pendant une durée de deux à six mois. Un temps lui est réservé pour son travail de création et un temps est consacré aux rencontres avec le public. Les mille univers ont reçu Ian Monk, Frédéric Forte, Sylvie Durbec, Jacques Jouet, Guth Joly, Gilles Clément… 
Des ateliers pédagogiques :
Ils peuvent donner naissance à des projets de livres avec des groupes d'enfants ou de jeunes.
Les mille univers travaillent aussi avec des adultes de tous milieux, groupes sociaux et culturels défavorisés, adultes cultivés qui se déplacent d'autres pays, jeunes et adultes détenus en maisons d'arrêt et centrales, adultes en milieu hospitalier psychiatrique, grand public en bibliothèques, salons et monuments historiques.

## Les Récréations
Créé en 2003, il s'agit d'un rendez-vous autour de l'Oulipo.
Ces Récréations, organisées par Les mille univers au long de la semaine du 14 juillet, à Bourges, entre l'école nationale supérieure d'art et le palais Jacques-Cœur, réunissent des participants de tous pays pour écrire avec les auteurs membres de l'Oulipo et profiter d'une semaine de rencontre, d'échange, de lectures-apéro et d'une librairie spécialisée.

## Catalogue
- Stoned at Bourges, Ian Monk, 2006, 96 p.  (ISBN 978-2-916034-08-9)
- Tables fournelliennes, Paul Fournel, 2006, 24 p.  (ISBN 978-2-916034-05-8)
- Sardinosaures & Cie, Jacques Roubaud, Olivier Salon, Philippe Géric, Laurent Arthur, Michèle Lemaire, 2008, 88 p. *  (ISBN 2-916034-24-2) (BNF 43684930)
- Maurice Mac-Nab poète mobile et incongru, Patrick Biau, 2008, 240 p.  (ISBN 978-2-916034-23-2)
- Blacklagoon, Jean-Bernard Pouy, 2009, 60 p.  (ISBN 978-2-916034-27-0)
- Mes mémoires en dix minutes, Fiodor Vassilievitch Rostopchine, Philippe Géric 2011, 32 p.